# Лебедєв Сергій Віталійович
Сергій Віталійович Лебедєв (нар. 30 серпня 2003, Нікополь, Дніпропетровська область, Україна) — український футболіст, центральний півзахисник «Олександрії».

## Клубна кар'єра

### Ранні роки
Народився в місті Нікополь. Футбольну кар'єру розпочав у складі «Електрометалурга-НЗФ», за який з 2014 по 2016 рік виступав у юнацькому чемпіонаті Дніпропетровської області. З 2016 по 2020 рік виступав у ДЮФЛУ за дніпровські «Дніпро» та «Дніпро-1». У сезоні 2019/20 років дебютував за «спортклубівців» у юніорському чемпіонаті України, а наступного сезону — в молодіжному чемпіонаті країни. Проте зіграти за першу команду «Дніпра-1» так і не зміг.

### Оренда в «Гірник-Спорт»
На початку березня 2023 року перейшов в оренду до «Гірника-Спорту». У футболці клубу з Горішніх Плавнів дебютував 23 квітня 2024 року в переможному (1:0) домашньому поєдинку 3-го туру групи «Вибування» Першої ліги України проти чернівецької «Буковини». Сергій вийшов на поле на 60-й хвилині замість Артема Сьомки. У другій половині сезону 2022/23 років виходив на поле в 6-ти матчах Першої ліги України.

### «Скала 1911»
Наприкінці червня 2023 року повернувся у розташування «Дніпра-1», але вже незабаром після зняття дніпрян з чемпіонату України отримав статус вільного агента. З липня 2023 року перебував без клубу. 20 вересня 2023 року перебрався до «Скали 1911». У футболці стрийського клубу дебютував 23 вересня 2023 року в переможному (1:0) виїзному поєдинку 9-го туру Другої ліги України проти «Кременя-2». Лебедєв вийшов на поле в стартовому складі, а на 79-й хвилині його замінив Олександр Баранюк. Першим голом у дорослому футболі відзначився 27 вересня 2023 року на 65-й хвилині програного (1:2) домашнього поєдинку 3-го туру Другої ліги України проти львівських «Карпат-2». Сергій вийшов на поле в стартовому складі та відіграв увесь матч. У сезоні 2023/24 років зіграв 20 матчів та відзначився 3-ма голами в Другій лізі.

### «Олександрія-2»
На початку липня 2024 року вільним агентом перейшов до резервної команди «Олександрії». На професійному рівні дебютував за резервну команду олександрійців 8 серпня 2024 року в переможному (2:1) виїзному поєдинку 1-го туру групи Б Другої ліги України проти «Гірника-Спорту». Сергій вийшов на поле на 64-й хвилині замість Назара Кайди, а на 84-й хвилині відзначився дебютним голом за команду.

## Кар'єра в збірній
У футболці юнацької збірної України (U-17) дебютував 26 серпня 2019 року в переможному (2:1) товариському домашньому поєдинку проти юнацької збірної Латвії (U-17). Сергій вийшов на поле на 55-й хвилині замість Максима Бомащука. Дебютними голами за юнацьку збірну відзначився 27 серпня 2019 року на 9-й та 40-й хвилинах переможного (4:2) домашнього товариського поєдинку проти однолітків з Азербайджану. Лебедєв вийшов на поле в стартовому складі, а на 52-й хвилині його замінив Михайло Хромей. З 2019 по 2020 рік зіграв 11 матчів (3 голи) за юнацьку збірну України (U-17).
Викликався також у розташування юнацької збірної України (U-18).